# أبو بكر بن العربي
أبو بكر بن العربي هو محمد بن عبد الله بن محمد بن عبد الله بن أحمد المَعَافري، المشهور بالقاضي أبو بكر بن العربي الإشبيلي الأندلسي المالكي، رحالة ومؤرخ وقاضي ومفسر وفقيه ومحدث، ولد في أشبيلية سنة 468هـ/ 1076م، وهو غير محي الدين بن عربي الصوفي.
له شهرة في علمه فقد أخذ جملة من الفنون حتى أتقن الفقه والأصول وقيد الحديث واتسع في الرواية وأتقن مسائل الخلاف والكلام وتبحّر في التفسير وبرع في الأدب والشعر. صنف كتباً في الحديث والفقه والأصول والتفسير والأدب والتاريخ. وولي قضاء إشبيلية. قال عنه ابن بشكوال: "هو الإمام الحافظ المتبحر ختام علماء الأندلس وآخر أيمتها وحفاظها.

## نسبه وعائلته
هو محمد بن عبد الله بن محمد بن عبد الله بن أحمد اشتهر بكنيته وكنية أبيه ابن العربي القاضي أبو بكر المعافري الأشبيلي الأندلسي، كان والده عبد الله شاعرًا ووزيرًا لبني العباد.

## مولده ونشأته
ولد في إشبيلية ليلة الخميس تاريخ سنة 468 هـ/ 1076م، تأدّب ببلده وقرأ القراءات وسمع من أبيه وخاله أبي القاسم الحسن الهوزني وأستاذه أبي عبد الله السرقسطي، ثم سمع به من أبي عبد الله بن منظور وأبي محمد بن خزرج.

## رحلته
عندما بلغ إبن العربي السابعة عشرة من عمره انتقل ورحل مع أبيه في مستهل شهر ربيع الأول سنة 485 هـ الموافق لبداية شهر أبريل سنة 1092م، قصدوا شمال أفريقيا وكان نزولهم في بجاية، مكثوا فيها مدةً من الزمان ثم ركبوا البحر إلى المهدية، ومنها أبحرا باتجاه السواحل المصرية ومنها إلى بلاد الشام ومن هناك انطلقا إلى بيت المقدس ودمشق ليرحلا منها إلى بغداد طلبًا للعلم، وفي عام 489هـ/ 1097م، دخلا الحجاز في موسم الحج ثم عادا إلى بغداد مرة أخرى ليصدرا عنها فيما بعد إلى الإسكندرية، حيث توفي والده سنة 493هـ/ 1100م فغادرها عائدًا إلى الأندلس في السنة نفسها. خلال الرحلة سمع في الشام من الفقيه نصر المقدسي وأبي الفضل بن الفرات وببغداد من أبي طلحة النعالي وطراد وبمصر من الخلعي وتفقه على الغزالي وأبي بكر الشاشي والطرطوشي، كما تتلمذ على يد المازري في المهدية.

## مؤلفاته
1. «قانون التأويل».[15]
2. «أحكام القرآن».
3. «أحكام القرآن الصغرى» وهو مختصر من كتابه أحكام القرآن.
4. «أنوار الفجر».
5. «الناسخ والمنسوخ».
6. «القبس في شرح موطأ مالك بن أنس».
7. «العواصم من القواصم» يعد كتاب العواصم من القواصم من أبرز الكتابات التاريخية التي تسعى لإنصاف الأمويين، وتنقية تاريخهم مما علق به من شبهات المؤرخين والأدباء، وهو لم يحاول إنصاف الأمويين وحدهم، بل امتد بحثه إلى تحقيق مواقف الصحابة بعد وفاة النبي ورد الشبهات.[16][17]
8. «الأمد الأقصى في شرح أسماء الله الحسنى وصفاته العلى».
9. «عارضة الأحوذي في شرح الترمذي».
10. «المسالك على موطأ مالك».
11. «الإنصاف في مسائل الخلاف».
12. «أعيان الأعيان».
13. «المحصول في أصول الفقه».
14. كتاب «المتكلمين».
15. سراج المريدين في سبيل الدين، صدر في 6 مجلدات بتحقيق المؤرِّخة الدكتورة عصمت دندش.[18]
16. رسائل القاضي ابن العربي المعافري الإشبيلي، صدرت بتحقيق الدكتورة عصمت دندش أيضًا.

## وفاته
توفي ابن العربي في فاس، في ربيع الآخر سنة 543 هـ، ودُفن فيها.

## روابط خارجية
- ترجمة القاضي أبو بكر بن العربي المالكي
- المجدد الخامس للأمة
- https://archive.org/details/20240510_20240510_1547/page/0/mode/2up